# 松江之战
松江之战，又称“松江三日”，作为淞沪会战的重要组成部分，于1937年8月16日爆发，至1937年11月9日遭日军占领结束。松江扼守上海西南角，有沪杭铁路穿梭于境内，是国军重要补给路线和后期重要撤退路线。日军为了掐断国军补给，于1937年8月16日起开始对松江城进行无差别轰炸，11月5日日军从金山卫登陆后，于11月6日抵达松江城下，和国军展开正面交锋。11月9日，国军败退，松江失守。

## 背景
松江，距上海市区40多公里，黄浦江贯穿于中，与北边的吴淞江并行西流，两江中间河港纵横，更有陆运动脉之沪杭甬铁路和数条公路线，扼苏浙交通之要冲。淞沪会战中，日军一旦占有松江，可切上海守军之后路，北经青浦取苏、常，进逼南京，或西攻杭州。

## 经过

### 轰炸
8月16日，淞沪会战爆发的第三天，日军开始轰炸松江。由于民众战前的侥幸心理，第一次轰炸在民众间造成恐慌，导致第一天就有一半百姓撤离。
8月，全城开始灯火管制，墙壁外面都刷成灰黑色。
8月20日，日机轰炸，弹落光启中学，该校礼堂全毁。
9月3日，石湖荡斜塘铁路桥被日机炸毁。

9月8日，9月8日上午10时10分，由上海西站开出一列驶向杭州满载难民的客车。12时20分到达松江，停在站内。就在此时，八架日机突然出现在上空，数架飞机开始进行低空投弹轰炸，随即有数十枚炸弹被投入车站内。几乎只有几秒的时间，5节车厢当场被全部炸毁。造成包括婴儿在内的300余人死亡，400余人受伤。

10月28日，蒋介石在松江车站一节列车上主持军事会议，而这有可能是10月28日、29日两日日军加紧攻势的原因。10月28日、29日，日军在城厢轰炸，投弹200余枚，造成400余人死亡，多处成废墟，此后，松江城市居民迁避一空，城市工商各业完全停业，市面全无，形同死市。

11月1日，在钱泾桥、大仓桥一带进行猛烈轰炸，死伤200余人。

11月2日，在新老东门，县政府，省女中，省职校等地投弹24枚，另有单翼重型轰炸机3架，于中午时在地方法院南首徐家桥弄以及超果寺，投弹24枚。

11月4日，日军再次派两批重型轰炸机来松江轰炸，米市渡轮船码头被毁。

### 交战
11月5日以后，日军第10军在杭州湾北岸之全公亭、金山卫两地登陆，日军两路猛犯松江。

11月5日晚，新上任的第8集团军的副总司令黄琪翔将军视察松江。当夜日军国琦支队就进入金山县城。

为掩护上海方面中国守军顺利撤退，第67军在松江阻击由金山卫登陆的日军深入。

11月6日，仍天雨，日机继续对松江展开轰炸，在卖花桥、塘桥、浦南一带投弹200余枚，城厢投弹50余，据报日军一股已达距离松江城约5公里米市渡，在黄浦江上搭浮桥北犯。上午，专区保安司令部内官佐集合，邀王公玙“视察布防情况”，出南后竟绕向北门，一参谋进言“城内仅一保安大队，不足御强敌，多处国军西撤了，不如转进……”邀王离城。王情急之下，跌坐于地声言“谁怕死就走吧，我决不自行离开松江”，大家遂表示愿共同行动，分头督令士兵守城。上午，黄琪翔代总司令命令王公玙“著该保安司令协同40军郭军长郭汝栋，六十七军吴军长克仁，死守松江县城三日，违即军法严惩”，不久，守卫报告，黄带二随员已雇小船离去，因不知其指挥部设于何处，就再无联系。傍午，援军40军抵达。是由78旅旅长马福祥带队急行军赶到，和王专员一见面就豪气的讲“赵子龙来也”。问及部队人数，却仅有120人，马讲“赵子龙单骑救主，何况我们还有一些兵，兵不在多，只要调度得宜，总能达成任务”。了解情况后，马即让保安队守城内，自率43军队伍出南门筑工事应战，随后郭汝栋军长坐“滑竿”到达，王专员迎郭军长到专署的防空地下室，作为指挥所，此地下室距小南门仅约300公尺。此时守城力量，总数近千人。11月6日傍晚，战火稍歇时，67军吴克仁军长率领107师、108师冒雨急行军赶到，军容也比43军整齐得多，自然让原守城者军心大振。

夜间，日机投照明弹，继续侦察、轰炸。日军已从米市渡北进。108师当晚即与日军接战由刘启文的322旅抢占石湖荡镇以东30号桥，敌人炮火猛烈，斜塘上的炮艇也助威。

11月7日，天亮前，金师长向吴报告首战告捷。敌已被迫退却，但前进困难，且多白刃战。并缴上日军符号400余枚，识者谓系近卫兵团。金师长曾向王专员抱怨：“松江这鬼地方，港汊河沟……”，一直在北方平原作战者，到此间拖泥带水，殊不习惯。郭军长不常开口，这时也对王谈：“若非金师长奋战，松江城现今已陷敌手”。
下午敌援军大量开到，炮火更猛，令金师损失惨重，乃全退守黄浦江北岸，张师的刘启文旅对30号桥仍然坚守，团长王熙瑞阵亡，日军多路进攻，曾逼近松江西门，夏树勋324旅与之鏖战火车站。吴军长曾亲自出城督战，直至半夜敌人停止进攻。敌机当日之轰炸，下午更形频繁，至夜不停，因居民已撤走并无大损失，指挥部也曾因附近落弹而动摇。中方军队靠四挺高射机架，击落日军战机三架。
11月8日，在轰炸与炮击下，整天激战。拂晓时，敌数千人强渡黄浦，攻击107师，在得胜港，白鹤港一带激战，我军伤亡惨重，师参谋长邓玉琢、321旅长朱之荣阵亡，乃向松江城方向西撤。守30号桥的322旅的两个团都死伤惨重，旅长刘启文阵亡。11月8日下午2时，日军机数十架，继续在公路一带肆虐，轮回轰炸，并向逃难民众投掷燃烧弹，致死者达百余人。张文清师长率师直属队督阵，结果被围，张师长幸能突围。日军另部迂回，逼近西关大桥，夏树勋旅与之激战，并在西大街进行巷战混战，逐屋争夺。夏旅长阵亡，直至晚9时战事稍歇。

傍晚，敌军逼近小南门（距指挥所不到一里路）在指挥所都能听到冲杀呐喊声，吴军长乃出动军预备队319旅，吴骞旅长在2小时内率部退敌200余米，但吴旅长腹部中弹重伤。吴军长再度亲自临阵，将战况稳定。
由于对日军第 10 集团军在金山卫的登陆未能扼制，再加上指挥混乱，8日夜第3战区指挥部命令各部队向吴福国防线转移。

是日，松江守军已完成守城三日任务，就通知各部人马准备后撤，这时守城部队已几乎拼光，且日军已将松江城三面包围，仅北门可以通行。部分队伍散在城外，吴军长坚持到午夜12时全撤城内守军。

11月9日下午，吴克仁将军在青浦白鹤港指挥部队渡河时被便衣队突袭，是为淞沪会战国军殉国最高将领。

11月9日，日军占领松江，大火昼夜不熄，店面房屋尽毁，居民尸体随处可见。

至此，松江之战结束。